# Avliótes
Avliótes (Avliotes) är en ort i Grekland.   Den ligger i prefekturen Nomós Kerkýras och regionen Joniska öarna, i den västra delen av landet, 400 km nordväst om huvudstaden Aten. Avliótes ligger 57 meter över havet och antalet invånare är 830. Den ligger på ön Korfu.
Terrängen runt Avliótes är varierad. Havet är nära Avliótes åt nordväst. Runt Avliótes är det ganska tätbefolkat, med 96 invånare per kvadratkilometer. Närmaste större samhälle är Agios Georgis, 6,7 km sydost om Avliótes. 